# Nina Droz
Nina Droz Franco (30 de julio de 1980, en Bayamón, Puerto Rico.) es una activista puertorriqueña y presa política a nivel Federal.Exconvicta por haber conspirado para prender fuego en las inmediaciones del edificio de Banco Popular, en la Milla de Oro, durante las protestas del 1 de mayo de 2017 en San Juan, Puerto Rico.
En su temprana edad, Nina comúnmente tenía contacto con personalidades políticas como Rafael Hernández Colón, Victoria Muñoz Mendoza, Doña Felisa Rincón de Gautier, entre otras. Además, con igual número de personalidades del partido opositor, Partido Nuevo Progresista. La política era la orden del día en su hogar.  Droz formó parte del equipo  nacional de equitación de Paso Fino  representando a Puerto Rico en cinco veces consecutivas. Le otorgaron la distinción de Valor del Año de la Asociación de Abiertos, igualmente por cuatro veces consecutivas. Obtuvo el  primer lugar en los campeonatos mundiales del 1998 en Santo Domingo, República Dominicana. Droz Franco fue maestra de bellas artes para estudiantes rezagados y ha trabajado en hogares de niñas maltratadas. Trabajó en la radio puertorriqueña discutiendo temas relacionados al paso fino. Comenzó a hacer modelaje. Participó en entrevistas radiales en Estados Unidos, Puerto Rico y en entrevistas televisivas y periódicos locales. Ha aparecido en revistas de tatuajes a nivel internacional y videos musicales.   Ha trabajado en programas como  Celebrity Hairstylist y What to Wear de Luis Rojo. También apareció en la película Runner Runner del año 2013, con  Justin Timberlake y Ben Affleck. Nina Droz es hija del exjugador nacional de baloncesto puertorriqueño Evelio Droz.

## Educación
En el 1998 Nina cursó estudios universitarios en la Universidad Interamericana de Puerto Rico, Recinto de Bayamón, donde obtuvo su grado de Bachillerato en Ciencias con concentración en Comunicaciones. También fue estudiante sabatina en la Escuela de Artes Plásticas en San Juan (1998 - 2003) donde tomó cursos de dibujo y pintura. Actualmente continúa en este quehacer ya que el arte le apasiona. Estudió cursos sobre bienes raíces y mixología también. En el año 2005, se muda a Orlando, Florida para estudiar  y producción de espectáculos en la Universidad Full Sail. En 2010 regresa a Puerto Rico. En el 2015 comenzó un bachillerato en la Universidad de Puerto Rico, Recinto de Bayamón, con el objetivo de alcanzar un grado en tecnología de la ingeniería en electrónica.   

## Controversia Política
Durante el conflicto huelgario en el año 2017, Droz formó parte del comité creado por la Asamblea Nacional de Estudiantes para el 5 de abril de ese año, donde se expresó en contra del miedo. Durante ese mismo tiempo Droz participó junto a un profesor en reuniones con legisladores para buscar que se le otorgaran fondos al programa de electrónica ya que dicho programa se encontraba en moratoria. Nina Droz estuvo presente desde el primer día del paro, del 6 de abril de 2017 hasta el 19 de abril de 2017, en los predios de la Universidad de Puerto Rico, Recinto de Bayamón, día y noche. Posteriormente hubo diferencias y se marchó. El 1.º de mayo de 2017 asistió al Paro Nacional motivado por el Día Internacional de los Trabajadores y Trabajadoras, donde se unió a la marcha de la Universidad de Puerto Rico.   

## Arresto
Ese día fue arrestada en momentos que realizaba una desobediencia civil  y posteriormente es procesada por las autoridades federales al imputarle hechos delictivos por intentar encender un fuego controlado frente al Popular Center, como medio de manifestación en contra de la Junta de Control Fiscal. Dicho conato de incendio tenía la intención de ser controlado en forma de manifestación de protesta debido a que ella es fueguista profesional y tiene conocimiento sobre el control y lo que se utiliza.    
En este mismo lugar decenas de personas descargaron su furia contra el Popular Center de la Milla de Oro en Hato Rey, Puerto Rico. Nina no formaba y nunca formó parte de ese grupo.  Nina no fue arrestada inmediatamente tras este acto performático, sino luego al realizar un acto de desobediencia civil frente a un escuadrón de agentes armados, sentándose frente a ellos y alzando las manos. Este es el momento en que Droz es arrestada y puesta bajo custodia. Ocho horas luego, la Agencia Federal  de Alcohol, Tabaco, Armas de Fuego y Explosivos (ATF) la interroga y posteriormente someten en su contra cargos de conspiración. Desde el 2 de mayo de 2017, Nina Droz Franco fue ingresada al sistema federal,  Centro Metropolitano de Detención, (3s MDC), Guaynabo, Puerto Rico. Ella fue la única persona arrestada y procesada por las autoridades federales durante la manifestación del primero de mayo de 2017.   La fiscal federal interina, Rosa Emilia Rodríguez, maliciosamente y durante una conferencia de prensa televisada, se refirió a ella como "la chica que respira fuego”. Dicha referencia demostró una intención de antemano de crear un ambiente para declararla culpable.

## Sentencia
El 12 de junio de 2018 se llevó a cabo la sentencia de Nina Droz Franco. En dicha sentencia Nina le pidió a la abogada Lydia Lizarríbar que se le permitiese hablar en el tribunal. Droz Franco aseguró en su alocución  que nunca tuvo la intención de causar daño a nadie y que la razón por la cual se echó a correr en un momento fue “porque no quería que me arrestaran, no porque algo fuera a explotar”. Esto es un hecho de fácil corroboración, ya que no hubo explosión, ni fuego alguno y ella permaneció en el área de la manifestación.   
Nina también aprovechó su intervención en la vista de sentencia  para denunciar las pésimas condiciones en que viven las reclusas en las cárceles federales. Su denuncia fue clara y contundente con respecto a los atropellos cometidos contra su persona y sobre las condiciones detrimentales en que viven las confinadas del 3s MDC. “Se les quita las visitas de la familia de los hijos, los padres, los amigos. Eso es una tortura mental. Las visitas deben ser un derecho, no un privilegio. Es la manera más eficaz de corregir a un prisionero”, puntualizó Droz Franco. Nombró “abusos y barbaries” como impedir que se bañaran las reclusas por siete días luego del huracán María, dejarlas sin ventilación, decirle que tomaran agua del inodoro de tener sed, limitarles el acceso a productos de higiene y cuidado personal, restringirles documentos que, por derecho, les corresponde para emitir querellas a las autoridades por situaciones de maltrato, y tomar represalias ante las voces de las quejas”.  La corte recomendó que Droz Franco fuese trasladada a un Centro de Detención Federal en Florida. La jueza dispuso una sentencia de treinta y siete meses y una probatoria de tres años por intentar prender fuego con un fósforo y un papel de toalla tirado en la acera en las inmediaciones del edificio de Banco Popular en la Milla de Oro durante las protestas del 1.º de mayo de 2017. En este lugar no hubo fuego, pero sí hubo personas que rompieron los cristales del edificio y la policía no intervino de manera adecuada.   En su alocución, Droz Franco tomó la palabra para denunciar las condiciones en que viven las reclusas bajo la administración del Buró de Prisiones (BOP). Denunció la falta de tratamiento médico para enfermedades como cáncer, VIH, diabetes, tumores en la piel y en el seno, “hasta algo tan simple como una infección de oído”. Indicó que, incluso, ha habido casos de fracturas que se han tenido que subsanar “a base de simples muñequeras y con solo un ibuprofeno de 800 miligramos”. “Desde el momento de mi arresto, comenzaron las denuncias de trato hostil… Se cometen abusos aberrantes en contra del confinado bajo el Negociado Federal de Prisiones… La vida y la salud del confinado son motivos de burla del 99% del personal del BOP”, manifestó la joven de 37 años para ese entonces.

## Actualidad
Actualmente, Nina Droz Franco se encuentra en el FCI. Allí Nina ofrece clases de lenguaje y estudios sociales. Ayuda a Mrs. Piñeiro y traduce la clase de inglés al español para la población hispana en la cárcel. Nina en estos momentos está bien y centrada y ha tenido una buena relación con su consejero: Mr. G Brown. Droz toma cursos de “arts and crafts”, arte y artesanía, y se encuentra en lista de espera para el curso de francés.   
Nina ha indicado lo siguiente con respecto a su estadía en la cárcel: “Sólo voy a seguir haciendo lo que hasta ahora he hecho y más. Tengo 50 cartas que he recibido y las estoy contestando poco a poco. También estoy traduciendo documentos del inglés al español para que las personas que no sepan leer inglés puedan entender lo que les dan. Yo le pregunté a la encargada del departamento, el día que nos dieron unos documentos en inglés y muchas hispanas no entendían, si había en español. Luego de terminada la charla ella vino donde mí y me preguntó si podía traducir eso. Tengo tantos proyectos a mitad que no es un chiste. Nunca pensé que se podía hacer tanto desde aquí. Y créeme aquí hay seres humanos increíbles”.   
Estas palabras revelan la verdadera personalidad de Nina Droz Franco. Es una joven adulta, quien además de ser hermosa, tiene lo más importante: cualidades nobles y solidaridad para con sus compañeras confinadas. Esta es la verdadera Nina, lo opuesto a terrorismo.   
En este mes de enero hubo cambios de personal. Finalmente expresamos la importancia del respeto y la dignidad de las mujeres confinadas quienes no pierden sus derechos humanos ni su dignidad por el mero hecho de estar privadas de libertad.